# 富裕站
富裕站是位于黑龙江省齐齐哈尔市富裕县富裕镇的一个铁路车站，有富西铁路经过该站，距离齐齐哈尔站63公里，距古莲站860公里。车站隶属中国铁路哈尔滨局集团齐齐哈尔车务段，是三等站，现办理客货运业务。
车站随齐克铁路建于1930年，定名宁年站，设有4条线路，同时修有出岔往拉哈方向支线（现富西铁路）。1956年车站更名富裕站。1973年车站扩建，同时新建站房，候车室1022平方米:177。2016年7月9日，车站上行至塔哈站区间实现复线化，同时车站重建站台及站房客运设施。

## 车站结构
富裕站目前使用的站房2016年10月投用，综合楼建筑面积3855.80平方米。其中站房中部候车厅地上一层，高度15.10米；两侧地上二层，高9.90米。
车站站场设有7条到发线（含正线）、4条编组线，另设有5条专用线。